# Slangerupgade
Slangerupgade er en gade i Haraldsgadekvarteret på Ydre Nørrebro i København. Den er en sidegade til Rovsingsgade og ender i Haraldsgade.
Gaden hedder sådan fordi Slangerupbanens skinner løb lige i nærheden. Den blev officielt navngivet i 1915, på dette tidspunkt lå gaden frit ned mod Nordbanen og Slangerupbanen, som fra den daværende Lygten Station bragte Nørrebros arbejdere ud til Furesøens og Hareskovens herligheder. Banen blev i 1976 omlagt til Svanemøllen Station og blev i 1977 en del af S-banen.
I gaden er der udelukkende beboelse, bl.a. en stor andelsboligforening: ”Slangeruphus SDSN”
Nr. 3-5 er Stiftelsen for Oliemølle- og Sæbearb. V. Akts. Danske Sojakagefabr. Og A/S Fabr. Noma. Helt i 1970'erne finder man adskillige oliemøllere i gaden (Nr. 1) samt talrige gørtlere. 
I 1958 boede bl.a. mannequin Svanhild Swoboda i nr. 1.
Ud mod Rovsingsgade er der en smuk rundet afslutning af det lange, røde murstenshus.